# 樊庄水库
樊庄水库是中国湖北省随州市境内的一座水库，位于唐白河支流港沟上，建于1976年。水库正常库容为1382万立方米，集雨面积为19平方千米，海拔为121.1米。